# Markus Fehlbaum
Markus Fehlbaum (* 19. September 1951 in Biel; † 12. August 2021) war ein Schweizer Geistlicher der Neuapostolischen Kirche. Als Bezirksapostel war er vom 6. April 2008 bis 3. Juni 2018 Kirchenpräsident der Neuapostolischen Kirche Schweiz. Zudem betreute er als Leiter des Bezirksapostelbereichs Schweiz 15 weitere Länder, darunter Österreich, Italien, Spanien und Rumänien.

## Leben
Markus Fehlbaum wurde 1951 in Biel geboren und wuchs dort in einer neuapostolischen Familie auf. Nach der obligatorischen Schulzeit erlernte er den Beruf eines Vermessungszeichners (Geomatiker). Danach absolvierte er ein Bauingenieurstudium am Kantonalen Technikum in Burgdorf (heute Teil der Berner Fachhochschule). Spezialisiert auf den Strassenbau war er als Diplom-Bauingenieur unter anderem bei der Stadt Biel, beim Kanton Bern und zuletzt beim schweizerischen Bundesamt für Strassen tätig.
Aus der 1975 geschlossenen Ehe gingen zwei Töchter hervor.
Nachdem er bereits 35 Jahre als ehrenamtlicher Amtsträger der Neuapostolischen Kirche in verschiedenen Amtsstufen und Funktionen tätig gewesen war, trat er 2006 als Bischof in den vollamtlichen Kirchendienst über.
Markus Fehlbaum sprach mehrere Sprachen fließend. Aufgewachsen in der zweisprachigen Stadt Biel sprach er neben seiner Muttersprache Deutsch auch Französisch. Schon in jungen Jahren lernte er Italienisch und Spanisch, in späteren Jahren zusätzlich Rumänisch. In allen diesen Sprachen konnte er Gottesdienste halten. Zudem sprach er auch Englisch.
Markus Fehlbaum verstarb nach längerer, schwerer Krankheit im Alter von 69 Jahren. Die Trauerfeier führte sein Nachfolger, Bezirksapostel Jürg Zbinden, im Auftrag von Stammapostel Jean-Luc Schneider am 24. August 2021 in der Neuapostolischen Kirche in Biel durch. Bezirksapostel Michael Ehrich (Neuapostolische Kirche Süddeutschland) würdigte Markus Fehlbaum in einem Predigtbeitrag stellvertretend für die angereisten Bezirksapostel und Apostel. Der Trostgottesdienst wurde per IPTV im Internet übertragen.

## Amtstätigkeit in der Neuapostolischen Kirche
Markus Fehlbaum war während 47 Jahren als Amtsträger der Neuapostolischen Kirche tätig. 1971 wurde er als Unterdiakon ordiniert. Schon in jungen Jahren vertiefte er seine Sprachkenntnisse, um insbesondere italienisch- und spanischsprachige Gastarbeiter betreuen zu können. Während mehreren Jahren war er Vorsteher der italienisch- und spanischsprachigen Gemeinde Biel.
1997 wurde er Vorsteher der deutschsprachigen Gemeinde Biel. 2004 wurde er zum Bezirksevangelisten ordiniert und diente als stellvertretender Bezirksvorsteher des Kirchenbezirks Biel. Daneben war er auch bereits in Italien und Spanien tätig.
Am 22. Oktober 2006 ordinierte ihn Stammapostel Wilhelm Leber in Zürich-Seebach zum Bischof. Als solcher betreute er die Kirchenbezirke Basel, Bern-Ost, Bern-West, Biel, Thun und Zofingen.
Am 25. November 2007 wurde er durch Stammapostel Leber in Wettingen zum Apostel ordiniert.
Im Gottesdienst vom 6. April 2008 in Zürich-Hottingen, an dem alle weltweit tätigen Bezirksapostel teilnahmen, wurde Markus Fehlbaum durch Stammapostel Leber als Nachfolger von Armin Studer zum Bezirksapostel ordiniert.
Als solcher leitete er während 10 Jahren die Gebietskirche Schweiz und war überdies für die neuapostolischen Christen in Andorra, Bulgarien, Gibraltar, Italien, Kuba, Liechtenstein, Moldawien, Österreich, Rumänien, San Marino, Slowakei, Slowenien, Spanien, Tschechien und Ungarn verantwortlich. Bis Ende 2013 hatte er überdies die neuapostolischen Gemeinden in Kroatien betreut, welche ab 2014 in den Zuständigkeitsbereich von Bezirksapostel Michael Ehrich (Süddeutschland) übergingen.
Ab dem Frühjahr 2014 war Bezirksapostel Fehlbaum Mitglied des neu gegründeten Finanzkomitees der Neuapostolischen Kirche International.
Am 3. Juni 2018 wurde Bezirksapostel Fehlbaum durch Stammapostel Jean-Luc Schneider in einem Festgottesdienst in Bern-Ostermundigen in den Ruhestand versetzt. Als sein Nachfolger beauftragte Stammapostel Schneider Apostel Jürg Zbinden, der ihm seit Anfang 2017 als Bezirksapostelhelfer zur Seite gestanden war.
Auch nach seiner Ruhesetzung blieb Markus Fehlbaum als Stiftungsratspräsident der gemeinnützigen Stiftung NAK-Humanitas der Neuapostolischen Kirche Schweiz tätig, bis ihm dies aus gesundheitlichen Gründen nicht mehr möglich war.